# Didier Kougbenya
Didier Kougbenya (Kpalimé, 12 novembre 1995) è un ex calciatore togolese, di ruolo attaccante.

## Carriera
Ha giocato nella massima serie dei campionati israeliano e georgiano.